# يورغ أوم
يورغ أوم (بالألمانية: Jörg-Reinhold Ohm)‏ (14 مارس 1944 بألمانيا - 21 مايو 2020) هو مدرب كرة قدم ولاعب كرة قدم ألماني (وحمل سابقاً جنسية ألمانيا الشرقية) في مركز الدفاع. لعب مع ساتشسين لايبزيغ ونادي ماغديبورغ.

## وصلات خارجية
- يورغ أوم على موقع قاعدة بيانات كرة القدم.إي يو (الإنجليزية)
- يورغ أوم على موقع عالم كرة القدم.نت (الإنجليزية)